# Hidradenditis
Hidradenditis je miješana gnojna infekcija znojnih žlijezda, najčešće lokaliziranih u pazuhu, a vrlo rijetko ispod dojke i u koži skrotuma. U pazuhu se javljaju tvrdi bolni čvorovi, a koža postaje crvena, napeta i bolna. Većinom se ti čvorovi međusobno spoje. Kasnije mogu nastati apscediranje i kolikvacija, a gnojni sadržaj prodire na površinu.
Liječenje: Incizija ako je prisutna kolikvacija, ekscizija kože potrebna je kod multilokusnih apscesa, antibiotici (cefalosporin ili semisintetični penicilin) potrebni su u akutnoj fazi infekcije.